# Vooruitstrevende Partij voor de Wereldregering
De Vooruitstrevende Partij voor de Wereldregering (VPvW) was een Nederlandse politieke partij van linkse signatuur die streefde naar wereldwijd federalisme. De partij werd opgericht in 1947 en trok veel leden uit de Nederlandse Bellamy Partij (NBP).
In juli 1948 deed de VPvW mee aan de Tweede Kamerverkiezingen in een lijstverbinding met de OSDAP. Lijsttrekker was OSDAP-voorzitter G. Kruit en de tweede plaats op de kandidatenlijst was voor L.B. van den Muyzenberg (VPvW-voorzitter; afkomstig van NBP). De lijstverbinding kreeg 15.322 stemmen (0.31%) wat onvoldoende was voor een zetel. De VPvW ging in 1952 op in de Socialistische Unie.